# Liste der Flugplätze in Kiribati
Hinweis: „Flugplatz“ ist die Oberkategorie von „Flughafen“: Jeder „Flughafen“ ist ein „Flugplatz“, aber nicht jeder „Flugplatz“ ist ein „Flughafen“. Zu den Flugplätzen zählen beispielsweise auch Hubschrauberlandeplätze, Segelfluggelände oder Militärflugplätze.

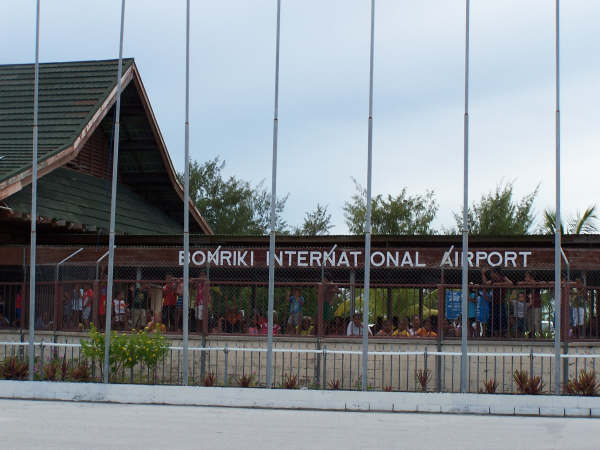
Tarawa/Bonriki International Airport

Die ist eine Liste der Flugplätze in Kiribati.
Kiribati hat zwei internationale (Bonriki und Cassidy) und 18 regionale Flughäfen und Flugplätze, die durch die IATA und ICAO anerkannt sind, sowie einen Notlandeplatz (Kanton-Insel).

## Liste der Flugplätze
- Karte mit allen Koordinaten:
- OSM |
- WikiMap

| Atoll/Insel                                 | ICAO-Code | IATA-Code | Flugplatz                | Offizieller Name              | Fluggesellschaften | Koordinaten                  |
| ------------------------------------------- | --------- | --------- | ------------------------ | ----------------------------- | ------------------ | ---------------------------- |
|                                             |           |           |                          |                               |                    |                              |
| Internationale Flughäfen (2)                |           |           |                          |                               |                    |                              |
| Kiritimati                                  | PLCH      | CXI       | Flughafen Cassidy        | Cassidy International Airport | 2                  | 1° 59′ 10″ N, 157° 20′ 59″ W |
| Tarawa                                      | NGTA      | TRW       | Flughafen Bonriki        | Bonriki International Airport | 4                  | 1° 22′ 54″ N, 173° 8′ 49″ O  |
| Inlandsflugplätze mit Flugverbindungen (18) |           |           |                          |                               |                    |                              |
| Abaiang                                     | NGAB      | ABF       | Flugplatz Abaiang        | Abaiang Airport               | 2                  | 1° 47′ 57″ N, 173° 2′ 25″ O  |
| Abemama                                     | NGTB      | AEA       | Flugplatz Abemama        | Abemama Airport               | 2                  | 0° 29′ 27″ N, 173° 49′ 48″ O |
| Aranuka                                     | NGUK      | AAK       | Flugplatz Aranuka        | Aranuka Airport               | 2                  | 0° 11′ 6″ N, 173° 38′ 14″ O  |
| Arorae                                      | NGTR      | AIS       | Flugplatz Arorae         | Arorae Airport                | 2                  | 2° 36′ 59″ S, 176° 48′ 10″ O |
| Beru                                        | NGBR      | BEZ       | Flugplatz Beru           | Beru Airport                  | 2                  | 1° 21′ 16″ S, 176° 0′ 25″ O  |
| Butaritari                                  | NGTU      | BBG       | Flugplatz Butaritari     | Butaritari Airport            | 2                  | 3° 5′ 10″ N, 172° 48′ 38″ O  |
| Kuria                                       | NGKT      | KUC       | Flugplatz Kuria          | Kuria Airport                 | 2                  | 0° 13′ 8″ N, 173° 26′ 33″ O  |
| Maiana                                      | NGMA      | MNK       | Flugplatz Maiana         | Maiana Airport                | 2                  | 1° 0′ 15″ N, 173° 1′ 51″ O   |
| Makin                                       | NGMN      | MTK       | Flugplatz Makin          | Makin Airport                 | 2                  | 3° 22′ 28″ N, 172° 59′ 32″ O |
| Marakei                                     | NGMK      | MZK       | Flugplatz Marakei        | Marakei Airport               | 2                  | 2° 3′ 31″ N, 173° 16′ 18″ O  |
| Nikunau                                     | NGNU      | NIG       | Flugplatz Nikunau        | Nikunau Airport               | 2                  | 1° 18′ 53″ S, 176° 24′ 35″ O |
| Nonouti                                     | NGTO      | NON       | Flugplatz Nonouti        | Nonouti Airport               | 2                  | 0° 38′ 23″ S, 174° 25′ 41″ O |
| Onotoa                                      | NGON      | OOT       | Flugplatz Onotoa         | Onotoa Airport                | 2                  | 1° 47′ 46″ S, 175° 31′ 34″ O |
| Tabiteuea                                   | NGTE      | TBF       | Flugplatz Tabiteuea Nord | Tabiteuea North Airport       | 2                  | 1° 13′ 28″ S, 174° 46′ 32″ O |
| Tabiteuea                                   | NGTS      | TSU       | Flugplatz Tabiteuea Süd  | Tabiteuea South Airport       | 2                  | 1° 28′ 28″ S, 175° 3′ 53″ O  |
| Tabuaeran                                   | PLFA      | TNV       | Flugplatz Tabuaeran      | Tabuaeran Airport             | 2                  | 3° 53′ 58″ N, 159° 23′ 20″ W |
| Tamana                                      | NGTM      | TMN       | Flugplatz Tamana         | Tamana Airport                | 2                  | 2° 29′ 9″ S, 175° 58′ 13″ O  |
| Teraina                                     | PLWN      | TNQ       | Flugplatz Teraina        | Teraina Airfield              | 2                  | 4° 41′ 54″ N, 160° 23′ 40″ W |
| Flugplätze ohne Flugverbindung (2)          |           |           |                          |                               |                    |                              |
| Kanton                                      | PCIS      | CIS       | Flughafen Kanton-Insel   | Canton Island Airport         |                    | 2° 46′ 5″ S, 171° 42′ 37″ W  |
| Kiritimati                                  |           |           | Flugplatz Kiritimati     | Aeon Airfield                 |                    | 1° 45′ 46″ N, 157° 11′ 39″ W |
| Historische Flugplätze (1)                  |           |           |                          |                               |                    |                              |
| Tarawa (Betio)                              |           |           | Militärflugplatz Tarawa  | Hawkins Field                 |                    | 1° 21′ 22″ N, 172° 55′ 48″ O |